# Rūjiena
Rūjiena (deutsch: Rujen, estnisch Ruhja) ist eine Stadt im Norden Lettlands am kleinen Fluss Rūja. Im Jahre 2022 zählte sie 2.683 Einwohner. Die Stadt bezeichnet sich gerne als lettischste aller lettischen Städte (5 % andere Nationalitäten).

## Geschichte

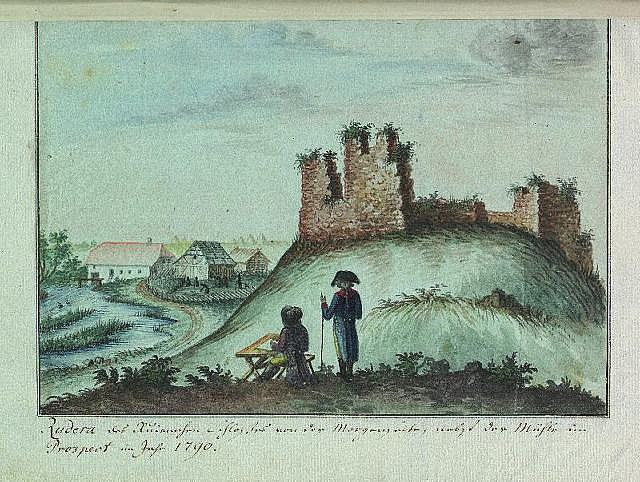
Rūjiena 1790 (von Johann Christoph Brotze)

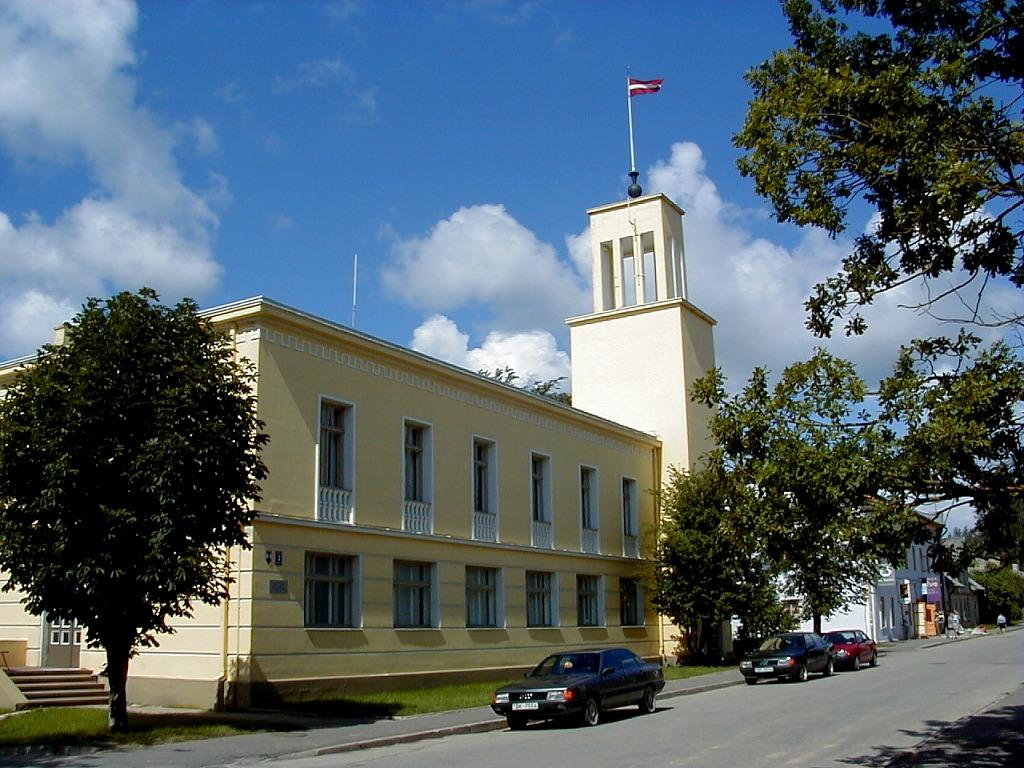
Rathaus von Rūjiena

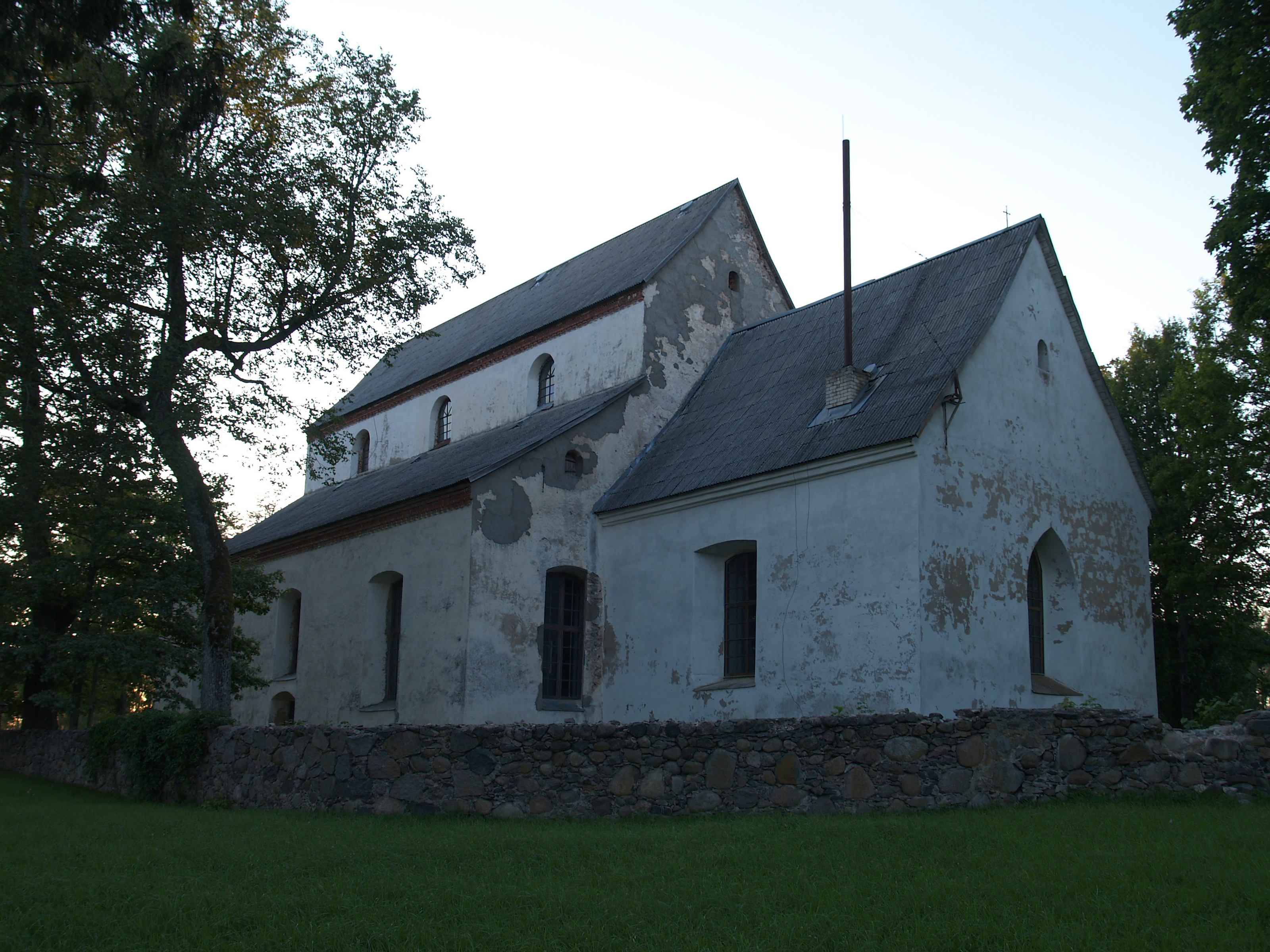
Lutherische Kirche 2012

Die Geschichte Rūjienas geht bis in das 14. Jahrhundert zurück. Damals entstand die Ortschaft nahe einer wahrscheinlich zwischen 1256 und 1261 errichteten Ordensburg Rujen. Die Burg wurde 1560 im Livländischen Krieg durch russische Truppen zerstört. Rūjiena wurde anschließend wiedererrichtet. Der Pastor Gustav Bergmann (1749–1814), der Urgroßvater des Chirurgen Ernst von Bergmann, richtete 1782 bei der Kirche eine Hausdruckerei ein. Damit druckte er 1807 die erste Sammlung lettischer Volkslieder.
Im Lettischen Unabhängigkeitskrieg wurde 1919 in Rūjiena mit Hilfe Estlands das lettische Nordkorps unter dem Oberst Jorģis Zemitāns aufgestellt. Von 1937 bis 1944 sowie von 1977 bis 1996 bestand eine Eisenbahnstrecke nach Riga, welche in der Stadt endete.
Von 2009 bis 2021 bildete die Stadt mit vier umliegenden Gemeinden den Bezirk Rūjiena, der anschließend im Bezirk Valmiera aufging.
Seit 2023 besteht eine Städtepartnerschaft mit Steinhagen in Nordrhein-Westfalen.

## Wirtschaft und Infrastruktur
- Es gibt eine Mittelschule sowie je eine Schule für Kunst, Sport und Musik.
- Seit 1988 stellt die örtliche Molkerei ein bekanntes Speiseeis mit inzwischen 20 Geschmacksorten her.

## In Rūjiena geboren
- Adam Jende (lettisch Ādams Jende; 1861–1918), Pastor und Märtyrer
- Arturs Alberings (1877–1934), Politiker
- Jewgenija Nikolajewna Jegorowa (eigentlich Marta-Ella Lepin; 1892–1938), Politikerin
- Gustavs Klucis (1895–1938), Fotograf und Avantgarde-Künstler
- Edvīns Bietags (1908–1983), Ringer